# فرانك إل. سميث
فرانك إل. سميث (بالإنجليزية: Frank L. Smith)‏ هو سياسي أمريكي، ولد في 24 نوفمبر 1867 في شيكاغو في الولايات المتحدة، وتوفي بنفس المكان في 30 أغسطس 1950. حزبياً، نشط في الحزب الجمهوري. وقد انتخب عضو مجلس النواب الأمريكي وانتخب عضو مجلس الشيوخ الأمريكي.